# 기관법
기관법(Corporation Act, 1661년)은 잉글랜드의 의회에서 통과된 법령이다.  이 법령은 잉글랜드의 공직에 근무할 수 있는 자격을 오직 영국 국교도에게만 제한하는 내용을 갖는다.  즉, 성사(Sacrament)를 받은 사람만이 공직에 근무할 수 있는 것이다. 이것은 보통 형벌법(Penal Laws)의 하나로 구분된다.  이 법은 주로 비국교도인 장로교인들에게 대한 법이며, 찰스 2세의 재임시 실행되었고, 찰스 2세의 왕정복고 다음해에 통과되었다.  이 법은 장로교인들이 잉글랜드의 전지역에서 장로교인들을 퇴출하려는 의도였다.
공직에 선출되려면, 반드시 12개월 이상의 국교회 성만찬 의식에 참여를 해야 하며, 교회의 법에 충성맹세를 의무적으로 하도록 요구하였다.
이 법은 심사 법(Test Act)에 포함되며 1828년에 폐지되었다.